# Cambridger Septuaginta
Die Cambridger Septuaginta ist eine Ausgabe der Septuaginta, die bei Cambridge University Press in Form einer (vollständigen) Handausgabe ab 1887 und einer (unvollständigen) Larger Cambridge Septuagint ab 1906 erschienen ist. Normalerweise ist letztere Ausgabe gemeint, wenn von der Cambridger Septuaginta die Rede ist.
Verlag und Herausgeber entschieden sich für eine diplomatische Edition, d. h. eine möglichst genaue Wiedergabe einer einzigen Handschrift, und zwar des Codex Vaticanus (BAV Vat. gr. 1209), der damals wie heute als einer der besten Textzeugen der Septuaginta galt, stellenweise ergänzt aus dem Codex Alexandrinus. Für eine kritische Edition, wie sie kurz darauf das Göttinger Septuaginta-Unternehmen in Angriff nahm, schien den Herausgebern die Zeit noch nicht reif zu sein. Ähnlich wie das Göttinger Projekt sollte das Cambridger Unternehmen zwei Ausgaben hervorbringen, eine editio minor (Handausgabe) und eine editio maior. Beide sollten im Wesentlichen den gleichen Obertext bieten, aber unterschiedlich umfangreiche textkritische Apparate.
Die editio minor wurde von Henry Barclay Swete (1835–1917) herausgegeben und wird häufig nach seinem Namen zitiert. Sie erschien in drei Bänden (in Oktav) zuerst 1887–94 und erlebte zu Swetes Lebzeiten noch zwei Neuauflagen. Der apparatus criticus präsentiert die Lesarten der wichtigsten Majuskel-Handschriften.
Die editio maior (Larger Cambridge Septuagint) wurde von Alan England Brooke (1863–1939), Norman McLean (1865–1947) und Henry St John Thackeray herausgegeben und wird meist nach den Herausgebern als Brooke–McLean (abgekürzt BM oder BML) oder Brooke–McLean–Thackeray zitiert. Sie hat weitgehend den gleichen Obertext wie die editio minor Swetes, aber der Apparat bietet die Varianten aller Majuskel-Handschriften, der frühen Zitationen und ausgewählter anderer Textzeugen. Ein zweiter Apparat dokumentiert die Abweichungen der hexaplarischen Textzeugen. Von dieser Ausgabe erschienen 1906 bis 1940 in acht Faszikeln die ersten beiden Bände (Oktateuch, Chronik sowie 1. und 2. Esra) vollständig sowie vom geplanten dritten Band der erste Teil (Esther, Judith und Tobit). Der Tod von Thackeray (1930) und Brooke (1939) sowie der Zweite Weltkrieg beendeten das Projekt faktisch.
Die Ausgabe ist heute in weiten Teilen von der Göttinger Septuaginta überholt, allerdings nicht für die folgenden Bücher, die dort noch nicht erschienen sind: Josua, Richter, 1. und 2. Samuel, 1. und 2. Könige, 1. Chronik.

## Cambridger Septuaginta-Ausgaben
- Alan E. Brooke, Norman McLean, Henry St John Thackeray (Hrsg.): The Old Testament in Greek according to the Text of Codex Vaticanus. (archive.org [abgerufen am 4. November 2022]).